# Волынский, Михаил Семёнович
Михаил Семёнович Волынский (?—1669) — рында, стольник, голова, воевода и окольничий во времена правления Михаила Фёдоровича и Алексея Михайловича.
Из дворянского рода Волынские. Старший сын воеводы Волынского Семёна Ивановича. Имел братьев: боярина Василия Семёновича, окольничего Якова Семёновича и сестру — № Семёновна, супруга князя Долгорукова Фёдора Богдановича.

## Биография
В 1636-1658 годах упомянут стольником. С 1636 года практически всю жизнь был при дворе и нёс дворцовые службы. В ноябре 1636 года при путешествии Государя в Угрешский монастырь находился в Москве при охране государева двора.  В январе и феврале 1639 года дневал и ночевал при гробе царевичей Ивана Михайловича и Василии Михайловиче. В апреле 1641 года за обедом у Государя стоял  у его стола. В январе 1645 года был рындой в белом платье при приёме польского посла. В ноябре 1646 года ездил со столом от Государя к польскому послу. В январе и ноябре 1647 года, за обедом у Государя смотрел в "большой стол". На свадьбе государя Алексея Михайловича с Марией Ильиничной Милославской  в 1648 году был у государевой свечи. В июне 1648 года послан в Ярославль собирать  окладчиков. В  августе 1648 года на параде при литовских послах был головою у стольников. В марте 1650 года послан в Вотскую пятину собирать дворян и детей боярских. В мае 1651 года назначен воеводою в Одоев.  В 1654 году в походе Государя на поляков был головою в сотне дворян. В августе 1654 года командирован под Дубровну головою в сотне жильцов в Государевом полку.  В 1656 году голова у жильцов. В этом же году, вначале  июля, был при Государе в Полоцке, а 13 июля присутствовал при освящении соборной церкви — Софии. В феврале 1658 года назначен вторым воеводою у князя Юрия Алексеевича Долгорукова, но заместничал с ним, дело проиграл и посажен в тюрьму. В ноябре 1658 года от него из Вильно к Государю прибыл сеунщик, с известием о победе над Гонсевским, у которого взяли обоз и захватили самого Гонсевского. По возвращении из походов удостоился быть “у руки Государя”. В феврале 1659 года обедал у Государя, и под конец обеда пожалован в окольничие, тогда же ему пожалована шуба на золотом атласе, кубок и прибавка к  прежнему окладу. В феврале 1659 года присутствовал при производстве князя Ивана Борисовича Репнина в бояре. В 1659 году был при  постройке земляного вала в Москве.  В ноябре 1660 года указано ему быть в сходе с полком в Севске, на случай прихода крымский войск. В декабре 1660 года послан  вторым полковым воеводою в Белёв, дожидался боярина Петра Михайловича Салтыкова.  В феврале 1661 года отпущен на время в Москву, а потом снова отправился на службу к тому же боярину. В январе 1662 года велено ему из Севска возвратиться в Москву.  В июне 1663 года назначен вторым полковым воеводою в Калугу. В 1665-1668 годах первый воевода в Путивле.  В 1668 годах упоминается в числе окольничих.
Имел свой двор в Москве. Владел вотчинами и поместьями в Рязанском уезде.
Умер 25 января 1669 года.

## Семья
Жена: Агафья Семёновна — вотчинница Луховицкого уезда.
Дети:
- Волынский  Иван Михайлович — комнатный стольник (не путать с бояриным и видным деятелем Бироновщины).
- Анна Михайловна — супруга окольничего Щербатова Юрия Фёдоровича.
- Ефимия Михайловна — в 1-м браке за окольничим Собакиным Василием Никифоровичем.